# Maurice Mollin
Maurice Mollin (Anversa, 6 maggio 1924 – Deurne, 5 agosto 2003) è stato un ciclista su strada belga, professionista dal 1945 al 1958, fu vincitore di una Liegi-Bastogne-Liegi.

## Carriera
Corridore dallo spunto veloce non ottenne grandi successi, fatta eccezione per la Liegi-Bastogne-Liegi del 1948.

## Palmarès

### Strada
- 1948

Liegi-Bastogne-Liegi
3ª tappa Giro del Belgio (Mons > Bertrix)
- 1952

2ª tappa Giro del Belgio (Blankenberge > Quaregnon)

## Piazzamenti

### Classiche monumento
- Giro delle Fiandre

1948: 28º
1949: 16º
1953: 13º
- Parigi-Roubaix

1951: 26º
1957: 5º
- Liegi-Bastogne-Liegi

1948: vincitore
1949: 38°

### Grandi giri
- Tour de France

1947: 42°
1948: ritirato (4ª tappa)
- Vuelta a España

1950: ritirato